# Кирилізація
Кириліза́ція — процес або набір правил переведення некириличної графіки на кирилицю.
- Кирилізація в СРСР — кампанія з переведення неслов'янських абеток з латиниці на кирилицю, що проходила в 1935–1941 роках, а також мала продовження в 1970-1980-х роках.
- Кирилізація японської мови — запис кирилицею фонем або знаків письма японської мови.
- Кирилізація англійської мови — запис кирилицею фонем або знаків письма англійської мови.
- Кирилізація фінської мови — запис кирилицею фонем або знаків письма фінської мови.